# Acalyptris fuscofascia
Acalyptris fuscofascia là một loài bướm đêm thuộc họ Nepticulidae. Nó được miêu tả bởi Scoble năm 1980. Loài này có ở Zimbabwe.